# Fu Jianbo
Fu Jianbo (chinesisch 傅俭波, Pinyin Fù Jiǎnbō; * 30. Januar 1976) ist ein chinesischer Poolbillardspieler. Er wurde 2011 Vizeweltmeister im 10-Ball und gewann 2007 sowie 2010 gemeinsam mit Li Hewen den World Cup of Pool.

## Karriere

### Einzel
2004 erreichte Fu Jianbo bei der San Miguel Tour einmal den 13. Platz sowie den 17. Platz. 2005 kam er bei einem Turnier auf den 17. Platz. 2006 erreichte Fu bei einem Turnier der International Pool Tour den 37. Platz, bei der 9-Ball-WM schied er in der Vorrunde aus. Bei der Guinness Tour erreichte Fu 2007 im fünften Event den dritten Platz.
Bei der 8-Ball-WM 2008 kam Fu ins Sechzehntelfinale, indem er dem Philippiner Dennis Orcollo mit 7:10 unterlag. Außerdem gelang es ihm 2008 die International Challenge of Champions, als einziger Chinese, sowie die Quezon City Invasion zu gewinnen. Bei der Guinness Tour erreichte er einmal den fünften Platz und dreimal den neunten Platz.
Beim World Pool Masters 2009 verlor Fu im Achtelfinale gegen den Finnen Mika Immonen mit 7:8, wenig später belegte er bei den China Open den neunten Platz und schied bei der 10-Ball-WM in der Runde der letzten 64 gegen den Philippiner Marlon Manalo aus.
Im Mai 2011 gelang Fu bei der 10-Ball-Weltmeisterschaft nach Siegen gegen Kuo Po-cheng, Lee Van Corteza und Carlo Biado der Einzug ins Finale, in dem er dem Niederländer Huidji See mit 8:11 unterlag. Bei den China Open belegte er anschließend, wie schon 2009 und 2010 den neunten Platz. Bei der 9-Ball-WM schied er hingegen mit nur einem Sieg in der Vorrunde aus. Im September 2011 erreichte er das Halbfinale des World Pool Masters und verlor dieses mit 4:8 gegen den damaligen 8-Ball-Weltmeister Dennis Orcollo.
Nachdem er bei den China Open 2012 und 2013 in der Runde der letzten 32 ausgeschieden war, erreichte er bei den China Open 2015 das Viertelfinale, das er mit 10:11 gegen den späteren Finalisten John Morra verlor.

### Mannschaft
Fu bildete bislang fünfmal gemeinsam mit Li Hewen das chinesische Doppel beim World Cup of Pool.
Nach Siegen unter anderem gegen Frankreich, die Philippinen und Japan, gelang es ihnen 2007 das Turnier durch einen 11:10-Finalsieg gegen Finnland (Mika Immonen und Markus Juva) zu gewinnen.
2008 schieden sie im Halbfinale gegen die späteren Finalisten aus England, Daryl Peach und Mark Gray, mit 5:9 aus. 2009 folgte erneut das Halbfinal-Aus, diesmal gegen den späteren Turniersieger, die zweite philippinische Mannschaft (Francisco Bustamante und Efren Reyes), mit 8:9.
2010 besiegten sie unter anderem Italien, Indonesien und Deutschland (Ralf Souquet und Oliver Ortmann), bevor sie die Philippiner Ronato Alcano und Dennis Orcollo im Finale mit 10:5 besiegten.
2011 unterlagen sie bereits in der ersten Runde gegen den Schweizern Dimitri Jungo und Ronald Regli mit 4:8.
Mit der chinesischen Nationalmannschaft nahm er bislang zweimal an der Team-Weltmeisterschaft teil und erreichte dabei 2010 sowie 2012 das Viertelfinale.

## Erfolge
| World Cup of Pool                     | 2007, 2010 |
| International Challenge of Champions: | 2008       |
| Quezon City Invasion:                 | 2008       |